# 230 هـ
230 هـ هي سنة في التقويم الهجري امتدت مقابلةً في التقويم الميلادي بين سنتي 844 و845.

## أحداث
- أسطول النورمان يهاجم مدينة أشبونة في البرتغال والتي كانت تتبع انذاك الدولة الأموية في الأندلس

## مواليد
- ابن جوصا
- أبو بكر بن أبي داود
- أبو عثمان الحيري
- أبو عوانة الاسفراييني

## وفيات
- سفيان بن سوادة التميمي من قادة الدولة الأغلبية
- أحمد بن أبي الحواري
- علي بن الجعد
- محمد بن سعد البغدادي